# Осиновка (лодка)

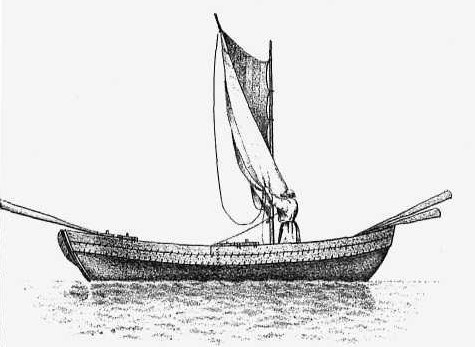
Осиновка

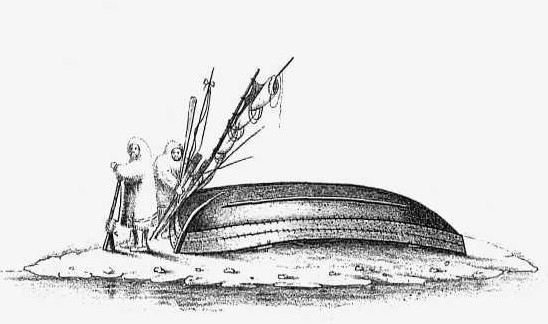
Перевёрнутая осиновка

Осиновка или осинка — традиционная небольшая поморская лодка или челн, которая делалась из цельного осинового ствола и была широко распространена по всему Поморью.

## Конструкция
Для строительства корпуса лодки ствол растущего осинового дерева распирали деревянными клиньями в течение трёх-пяти лет. После этого дерево срубалось, а полученная выемка расширялась выдалбливанием или выжиганием. Затем заготовку вымачивали и распаривали перед распиранием с помощью деревянных распорок. Силовыми элементами лодки служили четыре-шесть шпангоутов. Перед спуском на воду корпус смолился изнутри и снаружи.
Осиновка несла на себе от двух до четырёх пар гребных вёсел и одно рулевое весло. Иногда её оснащали мачтой с рейковым или шпринтованным парусом. Носовая и кормовая конечности такой лодки делались заострёнными, днище снабжалось деревянными полозьями, борта наращивались из досок внакрой для увеличения вместимости. Полная длина такой лодки была около 5 метров, высота борта 0,5 — 0,8 метра, осадка — 0,3 метра, грузоподъёмность — 350 кг.
Осиновка с тремя парами вёсел называлась тройником.